# Empis humeralis
Empis humeralis är en tvåvingeart som beskrevs av Collin 1933. Empis humeralis ingår i släktet Empis och familjen dansflugor. Inga underarter finns listade i Catalogue of Life.